# مياه ملوثة (فلم)
مياه ملوثة (بالإنجليزية: Dark Waters)، هُو فيلم إثارة قانونية صدر سنة 2019 وأخرجه تود هينز. يتحدث الفيلم عن المُحامي روبرت بيلوت الذي يرفع دعوى قضائية ضد شركة دو بونت للصناعات الكيماوية، وذلك لأن هذه الأخيرة تسببت من خلال نشاطها الصناعي في تلويث مياه المدينة. الفيلم من بطولة مارك رافالو في دور بيلوت، إلى جانب كُل من آن هاثاواي و‌تيم روبنز و‌بيل كامب و‌فيكتور جاربر و‌ماري ويننغهام و‌ويليام هاربر و‌بيل بولمان. حظي الفيلم بإشادة كبيرة من النقاد.

## طاقم التمثيل
- مارك رافالو في دور روبرت بيلوت.
- آن هاثاواي في دور سارة بيلوت.
- تيم روبنز في دور توم تيرب.
- بيل كامب في دور ويلبور تونانت
- فيكتور جاربر في دور فيل دونلي.
- ماري ويننغهام في دور دارلين كيغر.
- بيل بولمان في دور هاري ديتزلر.
- ويليام هاربر في دور جيمس روس.
- لويزا كروز في دور كلارا فايفر.
- إليزابيث مارفيل في أداء صوتي للدكتور كارين فرانك.

## وصلات خارجية
- مقالات تستعمل روابط فنية بلا صلة مع ويكي بيانات